# Superior, Iowa
Superior là một thành phố thuộc quận Dickinson, tiểu bang Iowa, Hoa Kỳ. Năm 2010, dân số của thành phố này là 130 người.

## Dân số
Dân số qua các năm:
- Năm 2000: 142 người.
- Năm 2010: 130 người.